# Pedrocortesella gunjina
Pedrocortesella gunjina är en kvalsterart som beskrevs av Hunt 1996. Pedrocortesella gunjina ingår i släktet Pedrocortesella och familjen Licnodamaeidae. Inga underarter finns listade i Catalogue of Life.